# 996 в Україні
996 в Україні — це перелік головних подій, що відбулись у 996 році на території сучасних українських земель. Також подано список відомих осіб, що народилися та померли в 996 році.

## Події
- 25 травня — освячення в Києві першої на Русі кам'яної церкви — Десятинної (Успіння Богородиці) за участі князя Володимира, яка будувалася з 989 року як кафедральний собор неподалік княжого терема — кам'яної палацової будівлі. Вдруге церква освячена в 1039 році при Ярославі Мудрому. В ній знаходилася княжа усипальниця, де була похована християнська дружина князя Володимира — візантійська царівна Анна, яка померла в 1011 році, а потім і сам Володимир, який помер у 1015 році. Також сюди були перенесені з Вишгорода останки княгині Ольги. У 1044 році Ярослав Мудрий поховав у Десятинній церкві посмертно «хрещених» братів Володимира — Ярополка і Олега Древлянського.

## Засновані, створені
- місто Полонне (нині — центр Полонської міської територіальної громади і Полонського району Хмельницької області).